# Gabrielle Onguéné
Gabrielle Aboudi Onguéné (Douala, 25 febbraio 1989) è una calciatrice camerunese, attaccante del CSKA Mosca e della nazionale camerunese.

## Biografia
Gabrielle Aboudi Onguéné, figlia di Clément Onguéné ma, che smentendo i numerosi gossip usciti su siti on line, ha tenuto a precisare che non ha legami di parentela con il Pallone d'oro africano ed ex nazionale Jean Manga Onguéné, cresce nel piccolo villaggio di Ekekam e frequenta la scuola a Okola.

## Carriera

### Club
Onguéné inizia la sua carriera di calciatrice tesserandosi per la squadra del Gondicam de Yabassi di Duala dove gioca fino al 2010 quando coglie l'opportunità offertale dal Canon Sportif de Yaoundé per giocare nel livello di vertice del campionato camerunese femminile di calcio. Già dalla primavera 2011 passa al Louves Miniproff de Yaoundé mettendosi in luce ed attirando le attenzioni da parte dei club europei come il Pogoń Szczecin di Stettino, Polonia, che nell'aprile 2011 la valuta per inserirla in rosa per la sua sezione femminile, peraltro senza successo, o un mese più tardi chiamata dai tedeschi dello Jena con la sua connazionale Gabrielle Ngaska per un test, anche questo senza concretizzarsi.
La sua convocazione alle Olimpiadi di Londra 2012 le offre una nuova occasione per farsi notare dagli osservatori europei e durante l'estate viene contattata dai russi del FK Alfa 09 Kaliningrad concretizzando un contratto per giocare per la prima volta in un campionato estero. L'esperienza estera si conclude però velocemente e dopo quattro mesi decide di tornare in Camerun per tornare a giocare con la sua precedente squadra del Louves Miniproff de Yaoundé.
In seguito accetta la proposta del Rossijanka per tornare a giocare nel campionato russo, questa volta in Vysšij Divizion, nella squadra che già annoverò due sue connazionali, Ajara Nchout Ajara e Augustine Ejangue Siliki.
Grazie alle sue prestazioni sportive nel dicembre 2015 la Confédération Africaine de Football (CAF) la inserisce tra le cinque calciatrici che concorrono al Pallone d'oro africano, affiancando la connazionale Gaëlle Enganamouit, la nigeriana Ngozi Ebere, l'ivoriana N'rehy tante Inès e la ghanese Portia Boakye.

### Nazionale
Gabrielle Onguéné viene convocata dalla Federazione calcistica del Camerun (Fédération Camerounaise de Football oالكاميرون لكرة القدم - FECAFOOT) per rappresentare la propria nazione della nazionale camerunese ai Giochi della XXX Olimpiade, prima volta del Camerun alle olimpiadi in quella disciplina, inserita in rosa nella Nazionale femminile che affronta il torneo alla guida del selezionatore Carl Enow. Il Camerun è inserito nell'ostico Gruppo E assieme a Brasile, Regno Unito e Nuova Zelanda e Onguéné fa il suo debutto internazionale scendendo in campo fin dalla prima partita, al Millennium Stadium di Cardiff, il 25 luglio 2012, nell'incontro perso dalle africane con il Brasile per 5-0. Viene impiegata in tutte e tre le partite disputate e perse della fase a gironi, è comunque autrice dell'unica rete siglata dal Camerun nel torneo, quella segnata al 75' con la quale la sua squadra accorcia il passivo di tre gol subiti dalle neozelandesi.
Da allora Onguéné viene costantemente selezionata per le successive edizioni del campionato africano di categoria, prima nel 2012 dove raggiunge il terzo posto battendo per 1-0 le avversarie della Nigeria nella finalina dell'11 novembre 2012, migliorandosi nella successiva edizione di Namibia 2014 raggiungendo la finale del 25 ottobre 2014 a Katutura e assicurandosi così, pur sconfitta nell'incontro dalla Nigeria per 2-0, la storica qualificazione alla fase finale di un campionato mondiale femminile di calcio, all'edizione di Canada 2015.
Inserita nella rosa della Nazionale in partenza per il Canada, realizza due delle sette reti complessive segnate dalla squadra durante il torneo, la prima nella partita giocata l'8 giugno con l'Ecuador, al 79' su calcio di rigore, per il parziale 5-0, incontro poi terminato per 6-0, e la seconda il 16 giugno 2015, con la quale al 47' riporta in parità l'incontro con la Svizzera, poi superate per 2-1.
Nel 2016 partecipa alla Coppa delle nazioni africane femminile in cui la sua nazionale era qualificata di diritto essendone l'organizzatrice. Il Camerun arriverà fino in finale dove però viene sconfitta dalla Nazionale nigeriana per 1 a 0.

## Palmarès

### Club
- Campionato russo: 2

CSKA Mosca: 2019, 2020
- Coppa di Russia: 3

CSKA Mosca: 2017, 2022, 2023
- Supercoppa di Russia: 1

CSKA Mosca: 2024